# Szeles Judit
Szeles Judit (Csenger, 1969. május 1. –) magyar költő, író, tanár.

## Életrajz
Diplomáit a nyíregyházi tanárképzőn, illetve a debreceni Kossuth Lajos Egyetemen szerezte. Pályafutását a debreceni Egyetemi Életnél, valamint a Sárvári Diákköltők és Diákírók Találkozóján kezdte, műveit magyar és külföldi lapokban, valamint antológiákban közölték, közülük több a Magyar Rádióban is elhangzott. Művei megjelennek a győri Műhelyben, az Ex Symposionban és a zalaegerszegi Pannon Tükörben. Családjával 2003 óta él Svédországban.  Pályája újraindulása az Alföldhöz, a KULTer.hu-hoz és a Librarius-hoz köthető. A göteborgi hu.se.t kulturális csoport tagja volt, Strömstadban, Oslóban és Göteborgban résztvevője volt csoportos kiállításoknak. 2015-től az Újvidéki Rádió Libegő című műsorának munkatársa.

## Művei
- Ilyen svéd[1] (versek, FISZ Kiadó, 2015) ISBN 978-963-7043-78-9
- Szextáns (versek, Magvető Kiadó, JAK-füzetek, 2018) ISBN 9789631437287[2]
- Ibsen a konyhában (próza, Prae Kiadó, 2022) ISBN 978-615-6199-50-8[3]
- Libegő (rádiós jegyzetek, Veszprémi Művészetek háza-Prae Kiadó) ISBN 978-615-5762-48-2
- Világatlasz (versek, Prae Kiadó, 2025) ISBN: 9786156675507

## Díjak
- Merítés-díj, a zsűri díja. 2019. Szextáns.